# Groupe de NGC 2427
Le groupe de NGC 2427 comprend principalement cinq galaxies situées dans les constellations de la Poupe et de la Carène. La distance moyenne entre ce groupe et la Voie lactée est d'environ 18,3 Mpc (∼59,7 millions d'al). 

## Membres
Le tableau ci-dessous liste les galaxies indiquées sur le site « Un Atlas de l'Univers » créé par Richard Powell.  
| Nom        | Constellation | Classification | Type                        | α (J2000.0)   | δ (J2000.0)  | Vitesse radiale (km/s) | Magnitude apparente | Distance (Mpc) | Diamètre (kal) |
| ---------- | ------------- | -------------- | --------------------------- | ------------- | ------------ | ---------------------- | ------------------- | -------------- | -------------- |
| NGC 2427   | Poupe         | SAB(s)dm       | spirale intermédiaire       | 07h 36m 28.2s | -47° 38′ 08″ | 972 ± 3                | 11,5                | 17,0 ± 1,2     | 84             |
| NGC 2502   | Carène        | SB(rs)0^+      | lenticulaire                | 07h 55m 51.5s | -52° 18′ 24″ | 1065 ± 6               | 12,0                | 18,4 ± 1,3     | 51             |
| ESO 208-21 | Poupe         | SAB0-          | lenticulaire                | 07h 33m 56.2s | -50° 26′ 35″ | 1085 ± 18              | 10,39 ± 0,09        | 18,5 ± 1,3     | 108            |
| ESO 208-33 | Poupe         | SB(s)m         | spirale barrée magellanique | 07h 38m 22.4s | -50° 45′ 24″ | 1066 ± 6               | 13,03 ± 0,09        | 18,3 ± 1.3     | 69             |
| ESO 209-9  | Carène        | SB(s)cd:       | spirale barrée              | 07h 58m 15.4s | -49° 51′ 15″ | 1119 ± 3               | 19,3 ± 1,4          | 10,68          | 115            |

Le site DeepskyLog permet de trouver aisément les constellations des galaxies mentionnées dans ce tableau ou si elles ne s'y trouvent pas, l'outil du site « Finding the constellation which contains given sky coordinates » permet de le faire à l'aide des coordonnées de la galaxie. Sauf indication contraire, les données proviennent du site NASA/IPAC.